# Doseni
Doseni – wieś w Rumunii, w okręgu Gorj, w gminie Albeni. W 2011 roku liczyła 18 mieszkańców.